# Bernhard Wechsler
Bernhard Wechsler (geboren 1807 Schwabach, Mittelfranken; gestorben am 18. November 1874 in Oldenburg) war ab 1841 über 30 Jahre, bis zu seinem Tod im Jahr 1874, Landesrabbiner der Jüdischen Gemeinde zu Oldenburg.

## Kindheit und Ausbildung
Bernhard Wechsler war Sohn des Bettzeug- und Ellenwarenhändlers David Hänlein Wechsler und der jüngere Bruder des Rabbiners Abraham Josef Wechsler (gestorben 1850).
Sein Talmudstudium absolvierte er an der Jeschiwa in Fürth. Im April 1827 immatrikulierte er sich als „israelitischer Theolog“ ohne Reifezeugnis in Würzburg. Er wurde ordiniert von Abraham Geiger, mit dem er lebenslang befreundet war, Joseph Aub und Isaak Loewi. Seine Staatsprüfung absolvierte er im August 1834 in Bayreuth mit der Note 2–3.

## Berufliche Tätigkeit
Anschließend bewarb er sich in Hagenbach, Oberfranken. Ab 1837 amtierte Wechsler als Landesrabbiner des Landrabbinats für die Provinz Birkenfeld mit Sitz in Hoppstädten an der Nahe, das zum Großherzogtum Oldenburg gehörte. Dort galt er als Liberaler, der sich aber gegenüber den Orthodoxen zurückhaltend verhielt.
1837 wurde er Mitglied in Abraham Geigers „Verein jüdischer Gelehrter.“
Nachdem Samson Raphael Hirsch 1841 seinen Dienst in Oldenburg quittiert hatte, wurde Wechsler, auch dank eines positiven Gutachtens des Birkenfelder Regierungsdirektors Laurenz Hannibal Fischer, als Reformrabbiner von der Regierung zu seinem Nachfolger erwählt. Auch in Oldenburg trat Wechsler demzufolge als Vertreter des gemäßigten Reformjudentums auf, der damit auch versuchte, die Bemühungen seiner Vorgänger Hirsch und Nathan Marcus Adler in dieser Richtung fortzusetzen.
Im Verein für Volksbildung zu Oldenburg führte er am 20. Dezember 1846 aus, dass die zunehmende Bildung Ursache der Auswanderung sei.
Am 24. August 1855 weihte er die neue Synagoge in der Oldenburger Peterstraße.
Wechsler war von 1841 bis 1850 Mitarbeiter von Der Orient, einer Zeitschrift für Geschichte, Studien und Kritiken für jüdische Geschichte und Kultur.
Er war verheiratete mit Adelheid geb. Aub (1817–1874), der Schwester seines Mentors Hirsch Aub.
In Wechslers Amtszeit fielen wichtige gesetzliche Grundlagen der Emanzipation der Juden und ihrer Organisation im Großherzogtum Oldenburg. Das Staatsgrundgesetz von 1849 brachte die rechtliche Gleichstellung, die auch bei der Revision von 1852 bestehen blieb. Ein Gesetz vom 4. Februar 1848 hatte zuvor schon die Anstellung des Landesrabbiners und die Einrichtung einer Rabbinatskasse geregelt. Eine weitere Verordnung vom 14. Februar 1851 garantierte dann die Selbständigkeit der jüdischen Gemeinden und verlieh dem Landesrabbiner das Recht, Geburts- und Trauscheine auszustellen. Die weitere Organisation der jüdischen Gemeinden und die Stellung des Landesrabbiners wurden letztlich durch das Gesetz über die Kultus- und Unterrichtsangelegenheiten der Juden vom 2. Februar 1859 dann noch weiter gefestigt.

## Nachruf in der oldenburgischen Presse
Ein Nachruf erschien in den Nachrichten für Stadt und Land:
„Die israelitische Gemeinde hat durch den Tod ihres hochverehrten Lehrers, des Landrabbiners Bernhard Wechsler, welcher ihr dreiunddreißig Jahre lang gedient hat, einen sehr schweren, schmerzlichen Verlust erlitten. Das zeigte sich lebhaft bei seiner Beerdigung, und die einfachen Worte, welche der älteste israelitische Schullehrer am Grabe des Verstorbenen sprach, gaben den Gefühlen der Gemeinde einen rührenden Ausdruck. Die Betheiligung der christlichen Mitbürger hat bewiesen, daß der Abgeschiedene weit über die Grenzen seiner Gemeinde hinaus geliebt und geschätzt wurde. Es wird daher nicht mehr als recht und billig sein, daß die Anerkennung, welche derselbe auch bei seinen christlichen Mitbürgern gefunden hat, öffentlich ausgesprochen werde, zumal da ein Akt kirchlicher Engherzigkeit einen grellen Mißton in die Leichenfeierlichkeit brachte. Wir haben in Wechsler einen Mitbürger verloren, welcher offenen Interesse und innige Theilnahme hatte für Alles was die Geister bewegte. Wo es galt, für Förderung zeitgemäßer und verbessernder Bestrebungen einzutreten oder bei großen Unglücksfällen die Leiden seiner Mitmenschen zu lindern, da war er bei der Hand und wirkte nach Kräften mit. Bei aller Milde war er doch ein entschlossener Character, der sich nicht scheute, mit der Wahrheit frisch und frei herauszutreten. Seine Rechtschaffenheit und Biederkeit war allgemein anerkannt. Es mag sein, daß er dem Geschlecht der Krebse Widerwillen einflößte. Daß ihm aber von Seiten der großen Mehrzahl seiner Mitbürger, welches Glaubens sie auch sein mögen, Anerkennung und Hochachtung gezollt wird, das bedarf nach der allgemeinen Theilnahme, welche sein Tod erweckt, keines weiteren Beweises. Friede seiner Asche!“

## Grabstein

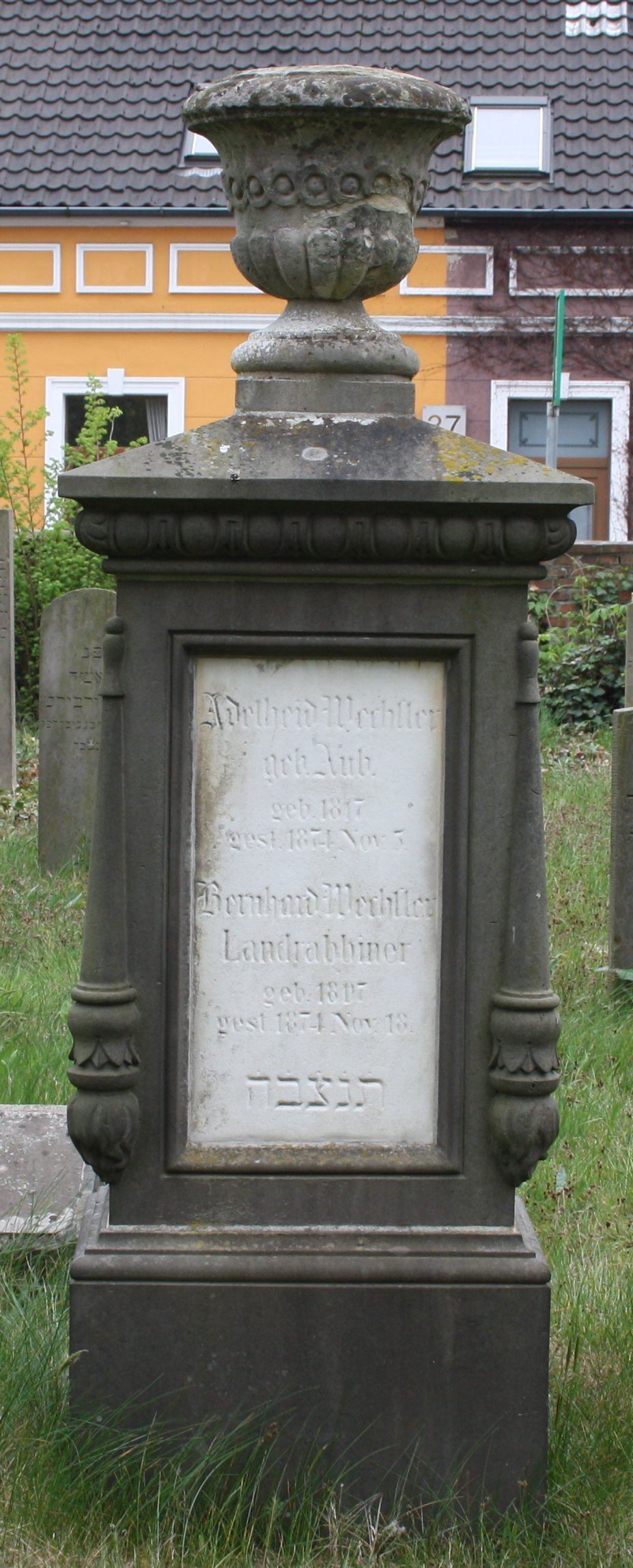
Grabstein von Landrabbiner Bernhard Wechsler und seiner Frau Adelheid (geb. Aub) auf dem jüdischen Friedhof zu Oldenburg; Foto aus dem Jahr 2012.

Sein Grabstein trägt die Aufschrift:
Adelheid Wechsler

geb. Aub.

geb. 1817

gest. 1874 Nov. 5.

Bernhard Wechsler

Landrabbiner

geb. 1807

gest. 1874 Nov. 18.

T.N.Z.B.H.
Der Grabstein von Adelheid und Bernhard Wechsler befindet sich noch heute auf dem jüdischen Friedhof zu Oldenburg. Er wird in einem Vorwort zu einem Aufsatz über Theodor Wolff (1868–1943) und das Judentum beschrieben.
„Ein hochgestellter Quader wird an den Ecken von umgedrehten und erloschenen Fackeln gerahmt. Die Oberkante säumt ein Eierstab. Gekrönt wurde der Stein ursprünglich von einer steinernen Vase. Klassizistischer Zierat ohne Protz. Die Inschrift lautet: ‚Adelheid Wechsler geb. Aub. geb. 1817 gest. 1874 Nov. 5. Bernhard Wechsler Landrabbiner geb. 1807 gest. 1874 Nov. 18. T.N.Z.B.H.‘ Die letzten Buchstaben sind in hebräisch eingemeißelt. Sie bilden die Anfangsbuchstaben der Worte einer rituellen Formel, die unterschiedlich übersetzt wird: ‚Ihre Seele sei eingebunden in den Bund des Lebens‘ oder auch: ‚Ihre Seele sei aufgenommen im Bund der Ewigkeiten‘. Dieser Segenswunsch ist für jüdische Grabsteine so gut wie obligatorisch. Hier sind sie die einzigen hebräischen Sprachzeichen auf einer ansonsten deutschen Inschrift, die keine weiteren Aussagen über die hier Ruhenden macht. Mit der deutschen Sprache, der christlichen, d. h. offiziellen Zeitrechnung und der Kargheit der Inschrift fügt sich der Grabstein in die Reihe der anderen ein, die in dieser Zeit gesetzt wurden. Sie alle bezeugen die Selbstverständlichkeit der Zugehörigkeit zur Gesellschaft dieser Zeit.“
Im oben erwähnten Aufsatz wird eine bemerkenswerte Unterscheidung zwischen den Grabsteinen von Wechsler und seinen beiden Nachfolgern im Amt, den Landrabbinern David Mannheimer und Philipp de Haas aufgezeigt. So ist der Grabstein von Wechsler und seiner Frau eher schlicht gehalten. Seine Nachfolger jedoch werden auf ihren Grabsteinen vielfach mit besonderen Bezeichnungen geehrt.
Etwa 1899 ließ der Sohn von Wechsler, Alfred Wechsler, einen zusätzlichen Gedenkstein auf dem jüdischen Friedhof errichten. Die Inschrift lautet: Nach 25 Jahren / seinen geliebten Eltern / in Treuem Gedenken / Alfred.

## Schriften
- Drei Reden: gehalten von Bernhard Wechsler bei seinem Austritte aus dem Fürstenthum Birkenfeld und beim Antritte seines Amtes im Herzogthum Oldenburg. Oldenburg 1842.
- Das Bild des edlen Weibes. Predigt zum Gedächtnis der verewigten Großherzogin Caecilie von Oldenburg. Oldenburg 1844.